# Adjuvans
Ein Adjuvans, Mehrzahl Adjuvantien, Adjuvantia oder Adjuvanzien (von lateinisch adiuvare = unterstützen, helfen; übersetzt „Hilfsmittel“) oder Remedium adjuvans ist ein Hilfsstoff, der die Wirkung eines Reagenz (in der Labormedizin)  oder eines Arzneistoffes (in der Pharmakologie) verstärkt. Chemisch-physikalisch handelt es sich häufig um Lösungsvermittler, Emulsionen oder Mischungen daraus. Idealerweise sollte ein Adjuvans keine eigenen pharmakologischen Wirkungen aufweisen.
Ein Beispiel für eine arzneiliche Wirkverbesserung durch Adjuvanzien stellt etwa der Einsatz von Penetrationsbeschleunigern dar, wie dem Dimethylsulfoxid (DMSO) in manchen Arzneimitteln zur Anwendung auf der Haut. Durch das beschleunigte Eindringen des Arzneistoffes werden höhere Wirkspiegel im Gewebe erreicht.
Abzugrenzen ist das Adjuvans als Wirkungsverstärker von der adjuvanten Therapie als unterstützende medikamentöse Therapiemaßnahme wie beispielsweise in der Onkologie, Schmerztherapie oder Rheumatherapie. Diese beugt den Nebenwirkungen des Hauptwirkstoffes vor (Beispiele sind die Gabe von Antiemetika in der Schmerztherapie mit Opioiden oder von Protonenpumpenhemmern in der Rheumabehandlung mit  nichtsteroidalen Antirheumatika) oder ermöglicht dessen Dosisreduktion (z. B. gleichzeitige Gabe von Coffein mit Paracetamol und/oder Acetylsalicylsäure). Der für die Begleitmedikation eingesetzte Arzneistoff, der selbst pharmakologisch wirksam, aber nicht Hauptwirkungsträger ist, wird ebenfalls als Adjuvans bezeichnet.

## Adjuvanzien in der Immunologie

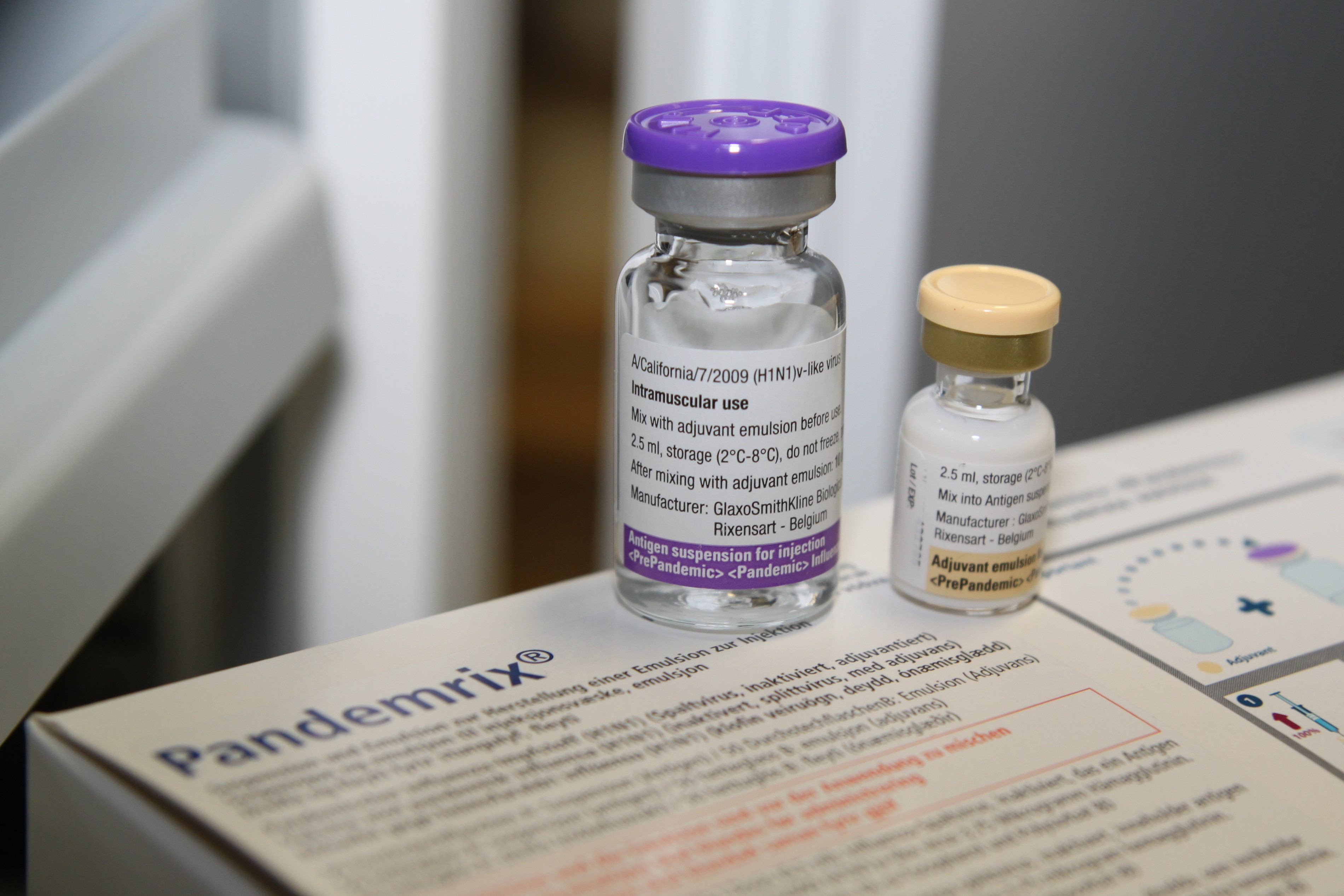
Antigenlösung und Adjuvans in separaten Durchstechflaschen

In der Immunologie werden Adjuvanzien eingesetzt, um die Immunantwort auf eine verabreichte Substanz unspezifisch zu steigern. Das heißt, dass für die spezifische Immunantwort das Antigen, für die Stärke der Antwort im Wesentlichen das Adjuvans verantwortlich ist. Adjuvanzien führen zu einer lokalen Gewebereizung und binden außerdem das Antigen, so dass es nur verzögert freigesetzt wird. Dadurch werden eine erhöhte Antikörperbildung und eine verstärkte Immunantwort erreicht.
Therapeutisch sind  Adjuvanzien als Bestandteil von Impfstoffen bedeutsam. In ihrer Funktion als Wirkverstärker stellen sie keinen Arzneistoff, sondern einen pharmazeutischen Hilfsstoff dar. Grundsätzlich gilt die Regel, dass zum Erzielen des erwünschten Effekts die Hilfswirkung eines Adjuvans umso mehr benötigt wird, je kleiner das in Frage kommende Antigen ist. Die Regel trifft nicht zu für Lebendimpfstoffe und Impfstoffe aus bakteriellen Ganzkeimen, da diese zum Erzielen einer entsprechenden Immunantwort keine Adjuvanzien benötigen.
Die Antigenbestandteile sowie die Adjuvanzien sind nur in der jeweiligen Zusammensetzung, die den Impfstoff bildet, zugelassen, nicht aber jeweils für sich alleine.
| Bezeichnung / Handelsname                                                                       | Typ, Zusammensetzung / Aufbau | Beschreibung, Verwendung |
| ----------------------------------------------------------------------------------------------- | --- | --- |
| Aluminiumhydroxid Aluminiumphosphat Aluminiumhydroxyphosphatsulfat Aluminiumkaliumsulfat (Alum) | Anorganische Verbindung, Gelstruktur. | Verwendung als Adsorptionsmittel in verschiedenen inaktivierten Impfstoffen wie z. B. Tetanus-, Diphtherie-, Pertussis-, Hepatitis-A-Impfstoff. Aluminiumhaltige Adjuvanzien absorbieren Antigene am häufigsten aufgrund elektrostatischer Wechselwirkungen. Der genaue Mechanismus, wie die Immunantwort angeregt wird, ist noch Gegenstand der Forschung. Erklärt wurde dies zunächst durch eine Depot-Funktion, später wurde die Aufnahme von Antigenen und schließlich wurde auch ein immunstimulierender Mechanismus vorgeschlagen: - Beim Depot-Mechanismus ging man davon aus, dass das Adjuvans am Ort der Injektionsstelle das absorbierte Antigen schrittweise freisetzt. Dieser Mechanismus wird von der Beobachtung gestützt, dass Antigene, die stärker am Adjuvans binden, eine stärkere Immunantwort verursachen. Gegen einen solchen Depoteffekt sprechen mittlerweile verschiedene Beobachtungen (z. B. bei einer getrennten Applikation von Adjuvans und Antigen). - Alternativ könnten aluminiumhaltige Adjuvanzien für eine erhöhte Aufnahme von Antigenen durch antigenpräsentierende Zellen, eine verlängerte Antigenpräsentation und verstärkte Wechselwirkungen zwischen CD4-positiven T-Helferzellen und dendritischen Zellen sorgen. - Schließlich besteht auch die Möglichkeit, dass die erworbene Immunantwort direkt stimuliert wird, wobei das NLRP3-Inflammasom aktiviert wird. Aluminiumhaltige Adjuvanzien dürfen nicht eingefroren werden, da Kälte das Adjuvans sowie das absorbierte Antigen beeinträchtigen kann. |
| AS01 (Adjuvant System)                                                                          | Kombiniertes Adjuvans (bzw. „System“). Liposomen, MPL und QS21. | Aktivierung der CD4+-T-Zell- und der humoralen Immunantwort, Bestandteil im Totimpfstoff Shingrix gegen Herpes-Zoster-Impfstoff (dort in der Formulierung AS01B), experimentelle Verwendung bei in Prüfung befindlichen Malaria- und Tbc-Impfstoffen (in der Formulierung AS01E, das halb so viel MPL und QS-21 enthält wie AS01B) |
| AS02                                                                                            | Kombiniertes Adjuvans. Öl-in-Wasser-Emulsion, MPL und QS21. | Aktivierung von Toll-like-Rezeptoren, experimentelle Verwendung (Entwicklung Malaria-Impfstoff) |
| AS03                                                                                            | Öl-in-Wasser-Emulsion. Bestandteile: Squalen, Polysorbat 80, DL-α-Tocopherol | Verwendung als Wirkverstärker in Influenza-Impfstoffen wie z. B. Pandemischer Influenza-Impfstoff A/H1N1 (Pandemrix) |
| AS04                                                                                            | Kombiniertes Adjuvans. Komplex aus MPL und Aluminiumhydroxid bzw. Aluminiumphosphat | Aktivierung des Toll-like-Rezeptors TLR4. Bestandteil in Fendrix (Hepatitis-B-Impfstoff), Cervarix (HPV-Impfstoff) |
| CpG-Oligonukleotid 1018                                                                         | Immunstimulierende DNA-Sequenzen (ISS) aus synthetisch hergestellten Oligonukleotiden mit CpG-Motiven | experimentelle Verwendung in der Entwicklung von Hepatitis B- und Influenza-Impfstoffen. Bei VLA2001, einem COVID-19-Impfstoff in Form eines inaktivierten Virus gegen das Coronavirus SARS-CoV-2 des Herstellers Valneva, und beim Hepatitis-B-Impfstoff Heplisav B wird CpG-Oligonukleotid 1018 verwendet. |
| IC31                                                                                            | Kombination des Peptids KLK mit dem Oligodesoxynukleotid ODN1 | Aktivierung des Toll-like-Rezeptors TLR9. Experimentelle Verwendung (Entwicklung von Impfstoffen gegen Malaria, Influenza, Tuberkulose) |
| ISCOMATRIX                                                                                      | Hersteller: CSL Behring. Besteht aus dem gereinigten Quillariasaponin QS-21, Cholesterol und Phospholipiden der Zellmembran, welche unter geeigneten Bedingungen 40–50 nm große „Käfigstrukturen“ ausbilden | experimentelle Verwendung in Humanimpfstoffen (zugelassen in Impfstoffen gegen Pferdeinfluenza) |
| MF59                                                                                            | Öl-in-Wasser-Emulsion. Bestandteile: Squalen, Polysorbat 80, Sorbitantrioleat (Span 85), Natriumcitrat und Citronensäure                                                                                    | Nach Injektion geht MF59 schnell in das Lymphsystem über und beschleunigt die Aufnahme der Antigene in das Immunsystem. Verwendung als Wirkverstärker in Influenzaimpfstoffen (z. B. Fluad) |
| MPL                                                                                             | Monophosphoryl-Lipid A, ein gereinigtes Derivat von Lipopolysacchariden aus Bakterienzellwänden von Salmonella minnesota                                                                                    | Bestandteil von kombinierten Adjuvanzien (AS0x) |
| QS-21                                                                                           | Oberflächenaktiver Stoff (Saponin) aus der Rinde des südamerikanischen Seifenrindenbaums (Quillaja saponaria)                                                                                               | Verwendung im Herpes-Zoster-Totimpfstoff Shingrix. Daneben wird es als Matrix in den sogenannten ISCOMs (immunstimulating complexes) und in den kombinierten Adjuvanzien eingesetzt |
| Virosomen                                                                                       | Doppelmembran aus Phospholipiden (Liposomen), in die die viralen Antigenstrukturen (z. B. Influenzavirus A-Hämagglutinin und Neuraminidase) eingebaut werden; rekonstituierte („künstliche“) Virushülle.    | Einsatz in Hepatitis-A-Impfstoffen wie HAVpur und Epaxal |

Als erster Entdecker der Wirkung von Adjuvanzien gilt Gaston Ramon. Er hatte 1925 gezeigt, dass die gleichzeitige Gabe seines neu entwickelten Diphtherietoxoids mit anderen Komponenten wie z. B. Tapioka, Lecithin, Agar oder Paniermehl die Antikörperbildung gegen das Toxoid steigern konnten. Zu den ältesten heute noch verwendeten immunologischen Emulsionsadjuvanzien zählen Aluminiumsalze und das inkomplette Freund-Adjuvans (IFA), eine mit einem Emulgator stabilisierte experimentell verwendete Wasser-in-Öl-Emulsion auf Mineralölbasis. Beide führen wegen ihrer ausgeprägt öligen Eigenschaften zu einer starken Gewebereizung. Die Wirkung von Aluminiumsalzen wurden durch die Arbeiten von Alexander Glenny und Mitarbeitern 1926 beobachtet: Hierbei zeigte sich, dass ein an solche Salze präzipitiertes Diphtherietoxoid eine gesteigerte Immunantwort gegen das Toxoid verursacht. In den 1930er Jahren mündete dies in der Entwicklung erster adjuvantierter Impfstoffe gegen Diphtherie, Keuchhusten und Tetanus.
Weitere Adjuvanzien
Bis in die 1970er Jahre wurde darüber hinaus das sogenannte Adjuvans 65 in klinischen Prüfungen für Influenzaimpfstoffe verwendet. Dieses Adjuvans wurde von MSD entwickelt und ist eine Wasser-in-Öl-Emulsion mit 86 % Erdnussöl, 10 % Arlacel A (Mannitmonooleat) als Emulgator sowie 4 % Aluminiummonostearat als Stabilisator. Aufgrund seiner Reaktogenität wurde es aber nie zugelassen, zumal eine tierexperimentelle Studie auf ein mögliches kanzerogenes Potential von Arlacel A hinwies. Somit ist das Adjuvans 65 in keinem zugelassenem Impfstoff enthalten.
In Frankreich war in verschiedenen Totimpfstoffen (hauptsächlich die der DTP-Gruppe und in einem pentavalenten Impfstoff gegen Pocken, Gelbfieber, Masern, BCG und Tetanus) das vom Institut Pasteur entwickelte Adjuvans Calciumphosphat enthalten. Es wirkt über einen Depoteffekt und verursacht eine ausgewogene zelluläre und humorale Immunantwort. Das Adjuvans wurde in den späten 1980er Jahren schließlich durch Aluminiumadjuvanzien substituiert. Calciumphosphat ist immer noch ein von der WHO zugelassenes Adjuvans (bis 1,3 mg Calcium pro Dosis) und wird auch im Europäischen Arzneibuch aufgeführt.
AF03 ist ein von Sanofi entwickeltes Adjuvanz auf Basis einer Öl-in-Wasser Emulsion. Es enthält 2,4 mg Polyoxyethylen-Cetostearylether, 2,3 mg Mannitol, 1,9 mg Sorbitanmonooleat und – ähnlich wie AS03 oder MF59 – Squalen (12,4 mg). AF03 ist im pandemischen Influenza-Spaltimpfstoff Humenza enthalten, aber dieser wurde nie vermarktet.
Weitere bekannte und verwendete Adjuvanzien sind das Schlitzschnecken-Hämocyanin (KLH) und das Bacillus Calmette-Guérin (BCG).

## Weiterführende Literatur
- A. Facciolà, G. Visalli, A. Laganà, A. Di Pietro: An Overview of Vaccine Adjuvants: Current Evidence and Future Perspectives. In: Vaccines. Band 10, Nummer 5, Mai 2022, S. , doi:10.3390/vaccines10050819, PMID 35632575, PMC 9147349 (freier Volltext).
- A. S. McKee, M. K. MacLeod, J. W. Kappler, P. Marrack: Immune mechanisms of protection: can adjuvants rise to the challenge? In: BMC biology. Band 8, April 2010, S. 37, doi:10.1186/1741-7007-8-37, PMID 20385031, PMC 2864095 (freier Volltext).
- Ennio De Gregorio, Elena Caproni, Jeffrey B. Ulmer: Vaccine Adjuvants: Mode of Action. In: Frontiers in Immunology. 4, 2013. doi:10.3389/fimmu.2013.00214.
- Giuseppe Del Giudice et al.: Correlates of adjuvanticity: A review on adjuvants in licensed vaccines. In: Seminars in Immunology. Band 39, Oktober 2018, S. 14–21, doi:10.1016/j.smim.2018.05.001, PMID 29801750 (englisch).
- Ralf Wagner, Eberhard Hildt: Zusammensetzung und Wirkmechanismen von Adjuvanzien in zugelassenen viralen Impfstoffen. In: Bundesgesundheitsblatt - Gesundheitsforschung - Gesundheitsschutz. Band 62, Nr. 4, 1. April 2019, S. 462–471, doi:10.1007/s00103-019-02921-1.